# Нідерайхбахська АЕС
Нідерайхбахська атомна електростанція (нім. Kernkraftwerk Niederaichbach, KKN) — закрита та розібрана атомна електростанція в Німеччині з ядерним реактором канального типу брутто-потужністю 106 МВт та нетто-потужністю 100 МВт, що експлуатувалася з 1973 до 1974 року. В зоні АЕС розташована Ізарська АЕС.
12 червня 1986 року Баварське земельне міністерство довкілля та здоров'я видало дозвіл на знесення промислового комплексу — перший у світі адміністративний акт такого роду. З 1987 до 1995 відбувся демонтаж та ліквідація АЕС — перший повний демонтаж АЕС в Європі до «зеленого лугу». Проєкт коштував 280 мільйонів німецьких марок (приблизно 143 мільйонів євро).

## Дані енергоблоку
АЕС має один енергоблок:
| Енергоблок           | Тип реактору                           | Нетто- потужність | Брутто- потужність | Початок будівництва | Синхронізація з електромережею | Комерційна експлуатація | Закриття   |
| -------------------- | -------------------------------------- | ----------------- | ------------------ | ------------------- | ------------------------------ | ----------------------- | ---------- |
| Niederaichbach (KKN) | Ядерний реактор канального типу (HWCR) | 100 МВт           | 106 МВт            | 01.06.1966          | 01.01.1973                     | 01.01.1973              | 21.07.1974 |